# Ghiacciaio Krapets
Il ghiacciaio Krapets (in inglese Krapets Glacier) (64°26′40″S 61°21′00″W) è un ghiacciaio lungo 3,5 km e largo 1,4, situato sulla costa di Danco, nella parte occidentale della Terra di Graham, in Antartide. Il ghiacciaio si trova in particolare sulla penisola di Pefaur, a est del ghiacciaio Agalina e a ovest del ghiacciaio Zimzelen, da dove fluisce verso nord fino alla costa orientale della cala di Salvesen.

## Storia
Il ghiacciaio Krapets è stato così battezzato dalla Commissione bulgara per i toponimi antartici in onore delle località bulgare di Krapets, situate nel distretto di Vraca, nella Bulgaria nordoccidentale, e nel distretto di Dobrič, nella Bulgaria nordorientale.